# Liste der Länderspiele der osttimoresischen Fußballnationalmannschaft der Frauen
Die nachfolgende Liste enthält alle Länderspiele der osttimoresischen Fußballnationalmannschaft der Frauen. Obwohl der Fußballverband der Demokratischen Republik Osttimor, die Federação Futebol Timor-Leste (FFTL), bereits im Jahr 2002 gegründet wurde, wurde das erste Länderspiel erst 2016 im Rahmen der Südostasienmeisterschaft ausgetragen. Bisher wurden sieben Länderspiele ausgetragen.

## Länderspielübersicht
Legende
- Erg. = Ergebnis
- n. V. = nach Verlängerung
- i. E. = im Elfmeterschießen
- abg. = Spielabbruch
- H = Heimspiel
- A = Auswärtsspiel
- * = Spiel auf neutralem Platz
- Hintergrundfarbe grün = Sieg
- Hintergrundfarbe gelb = Unentschieden
- Hintergrundfarbe rot = Niederlage

| Nr.                     | Datum      | Erg. | Gegner          |   | Austragungsort                                             | Anlass                                                           | Bemerkung |
| ----------------------- | ---------- | ---- | --------------- | - | ---------------------------------------------------------- | ---------------------------------------------------------------- | --- |
| 1                       | 27.07.2016 | 0:17 | Myanmar         | A | Mandalay (MYA), Mandalar Thiri Stadium                     | Südostasienmeisterschaft 2016                                    | Erstes Auswärtsspiel Erste Niederlage Erstes Länderspiel gegen Myanmar |
| 2                       | 29.07.2016 | 0:20 | Australien U-20 | * | Mandalay (MYA), Mandalar Thiri Stadium                     | Südostasienmeisterschaft 2016                                    | Länderspiel wird von der FIFA nicht anerkannt, da Australien mit seiner U-20-Auswahl antrat Erstes Spiel auf neutralem Platz Höchste Niederlage Erstes Länderspiel gegen Australien U-20 |
| 3                       | 31.07.2016 | 0:13 | Malaysia        | * | Mandalay (MYA), Mandalar Thiri Stadium                     | Südostasienmeisterschaft 2016                                    | Erstes Länderspiel gegen Malaysia |
| 4                       | 30.06.2018 | 0:12 | Kambodscha      | * | Palembang (IDN), Bumi Sriwijaya Stadium                    | Südostasienmeisterschaft 2018                                    | Erstes Länderspiel gegen Indonesien |
| 5                       | 02.07.2018 | 0:8  | Thailand        | * | Palembang (IDN), Bumi Sriwijaya Stadium                    | Südostasienmeisterschaft 2018                                    | Erstes Länderspiel gegen Thailand |
| 6                       | 04.07.2018 | 0:9  | Australien      | * | Palembang (IDN), Bumi Sriwijaya Stadium                    | Südostasienmeisterschaft 2018                                    | Erstes Länderspiel gegen Australien |
| 7                       | 08.07.2018 | 0:4  | Malaysia        | * | Palembang (IDN), Bumi Sriwijaya Stadium                    | Südostasienmeisterschaft 2018                                    | |
| 8                       | 15.08.2019 | 2:1  | Singapur        | * | Chon Buri (THA), IPE Stadium                               | Südostasienmeisterschaft 2019                                    | Erstes Länderspiel gegen Singapur, erster Sieg |
| 9                       | 17.08.2019 | 0:7  | Philippinen     | * | Chon Buri (THA), IPE Stadium                               | Südostasienmeisterschaft 2019                                    | Erstes Länderspiel gegen die Philippinen |
| 10                      | 19.08.2019 | 0:9  | Thailand        | A | Chon Buri (THA), IPE Stadium                               | Südostasienmeisterschaft 2019                                    | |
| 11                      | 21.08.2019 | 0:5  | Malaysia        | * | Chon Buri (THA), IPE Stadium                               | Südostasienmeisterschaft 2019                                    | |
| 12                      | 05.07.2022 | 0:7  | Myanmar         | * | Biñan (PHL), Biñan Football Stadium                        | Südostasienmeisterschaft 2022                                    | |
| 12                      | 07.07.2022 | 0:2  | Laos            | * | Biñan (PHL), Biñan Football Stadium                        | Südostasienmeisterschaft 2022                                    | Erstes Länderspiel gegen Laos |
| 13                      | 11.07.2022 | 0:6  | Vietnam         | * | Biñan (PHL), Biñan Football Stadium                        | Südostasienmeisterschaft 2022                                    | Erstes Länderspiel gegen Vietnam |
| 14                      | 13.07.2022 | 1:3  | Kambodscha      | * | City of Imus (PHL), City of Imus Grandstand and Track Oval | Südostasienmeisterschaft 2022                                    | |
| 15                      | 05.04.2023 | 1:3  | Jordanien       | * | Taschkent (UZB), Paxtakor-Zentral-Stadion                  | Olympia-Qualifikation                                            | Erstes Länderspiel gegen Jordanien |
| 17                      | 08.04.2023 | 0:3  | Usbekistan      | A | Taschkent (UZB), Milliy-Stadion                            | Olympia-Qualifikation                                            | Erstes Länderspiel gegen Usbekistan |
| 18                      | 05.04.2023 | 1:3  | Bhutan          | * | Taschkent (UZB), Paxtakor-Zentral-Stadion                  | Olympia-Qualifikation                                            | Erstes Länderspiel gegen Bhutan |
| 19                      | 23.11.2024 | 0:0  | Laos            | A | Vientiane (LAO), Neues Nationalstadion von Laos            | Qualifikation zur Südostasienmeisterschaft 2025                  | Erstes Remis |
| 20                      | 26.11.2024 | 1:1  | Singapur        | * | Vientiane (LAO), Neues Nationalstadion von Laos            | Qualifikation zur Südostasienmeisterschaft 2025                  | |
| 21                      | 02.12.2024 | 0:3  | Kambodscha      | * | Vientiane (LAO), Neues Nationalstadion von Laos            | Qualifikation zur Südostasienmeisterschaft 2025 Halbfinale       | |
| 22                      | 05.12.2024 | 0:1  | Singapur        | * | Vientiane (LAO), Neues Nationalstadion von Laos            | Qualifikation zur Südostasienmeisterschaft 2025 Spiel um Platz 3 | |
| Stand: 4. Dezember 2018 |            |      |                 |   |                                                            |                                                                  | |

## Statistik
In der Statistik werden nur die offiziellen Länderspiele berücksichtigt.
Legende
- Sp. = Spiele
- Sg. = Siege
- Uts. = Unentschieden
- Ndl. = Niederlagen
- Hintergrundfarbe grün = positive Bilanz
- Hintergrundfarbe gelb = ausgeglichene Bilanz
- Hintergrundfarbe rot = negative Bilanz

### Gegner
| Land            | Kontinentalverband | Sp. | Sg. | Uts. | Ndl. | Torverhältnis |
| --------------- | ------------------ | --- | --- | ---- | ---- | ------------- |
| Australien      | AFC                | 1   | 0   | 0    | 1    | 00:09         |
| Australien U-20 | AFC                | 1   | 0   | 0    | 1    | 00:20         |
| Bhutan          | AFC                | 1   | 0   | 0    | 1    | 01:03         |
| Jordanien       | AFC                | 1   | 0   | 0    | 1    | 01:03         |
| Kambodscha      | AFC                | 3   | 0   | 0    | 3    | 01:18         |
| Laos            | AFC                | 2   | 0   | 1    | 1    | 00:02         |
| Malaysia        | AFC                | 3   | 0   | 0    | 3    | 00:22         |
| Myanmar         | AFC                | 2   | 0   | 0    | 2    | 00:24         |
| Philippinen     | AFC                | 1   | 0   | 0    | 1    | 00:07         |
| Singapur        | AFC                | 3   | 1   | 1    | 1    | 03:03         |
| Thailand        | AFC                | 2   | 0   | 0    | 2    | 00:17         |
| Usbekistan      | AFC                | 1   | 0   | 0    | 1    | 00:03         |
| Vietnam         | AFC                | 1   | 0   | 0    | 1    | 00:06         |
| Gesamt          | Gesamt             | 22  | 1   | 2    | 19   | 06:137        |

### Kontinentalverbände
| Kontinentalverband                 | Sp. | Sg. | Uts. | Ndl. | Torverhältnis |
| ---------------------------------- | --- | --- | ---- | ---- | ------------- |
| AFC (Asien)                        | 22  | 1   | 2    | 719  | 06:137        |
| CAF (Afrika)                       | 0   | 0   | 0    | 0    | 0:0           |
| CONCACAF (Nord- und Mittelamerika) | 0   | 0   | 0    | 0    | 0:0           |
| CONMEBOL (Südamerika)              | 0   | 0   | 0    | 0    | 0:0           |
| OFC (Ozeanien)                     | 0   | 0   | 0    | 0    | 0:0           |
| UEFA (Europa)                      | 0   | 0   | 0    | 0    | 0:0           |
| Gesamt                             | 22  | 1   | 2    | 19   | 06:137        |

### Anlässe
| Anlass                                     | Sp. | Sg. | Uts. | Ndl. | Torverhältnis |
| ------------------------------------------ | --- | --- | ---- | ---- | ------------- |
| Südostasienmeisterschaft-Spiele            | 15  | 1   | 0    | 14   | 03:123        |
| Qualifikation zur Südostasienmeisterschaft | 4   | 0   | 2    | 2    | 01:005        |
| Olympia-Qualifikation                      | 3   | 0   | 0    | 3    | 02:009        |
| Freundschaftsspiele                        | 0   | 0   | 0    | 0    | 0:0           |
| Gesamt                                     | 22  | 1   | 2    | 19   | 06:137        |

### Spielarten
| Spielart                       | Sp. | Sg. | Uts. | Ndl. | Torverhältnis |
| ------------------------------ | --- | --- | ---- | ---- | ------------- |
| Heimspiele (H)                 | 0   | 0   | 0    | 0    | 0:0           |
| Spiele auf neutralem Platz (*) | 18  | 1   | 1    | 16   | 06:108        |
| Auswärtsspiele (A)             | 4   | 0   | 0    | 4    | 00:029        |
| Gesamt                         | 22  | 1   | 2    | 19   | 06:137        |

### Austragungsorte
| Austragungsort | Land        | Sp. | Sg. | Uts. | Ndl. | Torverhältnis |
| -------------- | ----------- | --- | --- | ---- | ---- | ------------- |
| Biñan          | Philippinen | 3   | 0   | 0    | 3    | 00:15         |
| Chon Buri      | Thailand    | 4   | 1   | 0    | 3    | 02:22         |
| City of Imus   | Philippinen | 1   | 0   | 0    | 1    | 01:03         |
| Mandalay       | Myanmar     | 3   | 0   | 0    | 3    | 00:50         |
| Palembang      | Indonesien  | 4   | 0   | 0    | 4    | 00:33         |
| Taschkent      | Usbekistan  | 3   | 0   | 0    | 3    | 02:09         |
| Vientiane      | Laos        | 4   | 0   | 2    | 2    | 01:05         |
| Gesamt         | Gesamt      | 22  | 1   | 2    | 19   | 06:137        |

### Spielergebnisse
|      | Gegentore | Gegentore | Gegentore | Gegentore | Gegentore | Gegentore | Gegentore | Gegentore | Gegentore | Gegentore | Gegentore | Gegentore | Gegentore | Gegentore | Gegentore | Gegentore | Gegentore | Gegentore | Gegentore | Gegentore | Gegentore |
| Tore | 0         | 1         | 2         | 3         | 4         | 5         | 6         | 7         | 8         | 9         | 10        | 11        | 12        | 13        | 14        | 15        | 16        | 17        | 18        | 19        | 20        |
| ---- | --------- | --------- | --------- | --------- | --------- | --------- | --------- | --------- | --------- | --------- | --------- | --------- | --------- | --------- | --------- | --------- | --------- | --------- | --------- | --------- | --------- |
| 0    | 1         | 1         | 1         | 2         | 1         | 1         | 1         | 2         | 1         | 2         | -         | -         | 1         | 1         | -         | -         | -         | 1         | -         | -         | 1         |
| 1    | -         | 1         | -         | 3         | -         | -         | -         | -         | -         | -         | -         | -         | -         | -         | -         | -         | -         | -         | -         | -         | -         |
| 2    | -         | 1         | -         | -         | -         | -         | -         | -         | -         | -         | -         | -         | -         | -         | -         | -         | -         | -         | -         | -         | -         |